# Килаге, Игнатиус
Сэр Игнатиус Килаге (англ. Ignatius Kilage; 12 июля 1941 — 31 декабря 1989, Порт-Морсби, Папуа — Новая Гвинея) — государственный деятель Папуа — Новой Гвинеи, Генерал-губернатор Папуа — Новой Гвинеи (1989).

## Биография
Окончил Ulapia Chanel College. В 1968 г. после окончания семинарии Маданга был рукоположен в священники. Несколько лет служил в приходах провинции Симбу, после чего был освобождён от священных обетов по его просьбе папой Павлом VI. Являлся председателем Комиссии по государственной службе, затем был первым Уполномоченным по правам человека. В течение 18 месяцев временно возглавлял администрацию провинции Симбу, когда деятельность местного правительства была приостановлена, позже был назначен главным советником премьер-министра Паяса Уингти.
В 1989 г. — генерал-губернатор Папуа — Новой Гвинеи. Скоропостижно скончался во время празднования Нового года в его офисе.
Был известным писателем. Среди наиболее популярных произведений:
- «Моя мама называет меня Ялтеп», Мельбурн, 1980
- «Приключения Йомбы Трикстера», Мельбурн, 1994